# Zan Zaletel
Zan Zaletal (født 16. september 1999) er en slovensk fodboldspiller, der spillet i forsvaret hos Viborg FF.
Zaletel har tidligere spillet i NK Celje, hvor han nåede 136 kampe for klubben. Her var han med til at vinde mesterskabet i 2020 og var i en periode anfører for klubben.
Zaletel spillede desuden alle kampe for Slovenien ved U21 EM i 2021.